# Elasmosoma bakeri
Elasmosoma bakeri är en stekelart som beskrevs av William Harris Ashmead 1895. Elasmosoma bakeri ingår i släktet Elasmosoma och familjen bracksteklar. Inga underarter finns listade i Catalogue of Life.